# Halfdan Schjøtt
Halfdan Schjøtt (Bergen, 26 de dezembro de 1893 — 14 de fevereiro de 1974) foi um velejador norueguês, campeão olímpico. Ele competiu nos Jogos Olímpicos de Verão de 1920 na classe 10 Metre e conquistou a medalha de ouro na disputa realizada segundo as regras de 1919 a bordo do Mosk II com Charles Arentz, Otto Falkenberg, Robert Giertsen, Willy Gilbert, Trygve Schjøtt e Arne Sejersted.